# Gottschalk de Zutphen
Gottschalk ou Godescalcus, mort vers 1063, fut comte d'Agradingau, d'Emsgau, d'Hetter et de Twente en Westphalie, et seigneur de Zutphen de 1046 à 1063.

## Biographie
Gottschalk est fils d'Hermann II, comte en Westphalie.
Il apparaît comme comte de Twente, un important territoire en Basse-Rhénanie, à partir de 1026. Il épousa Adélaïde de Bonnegau, fille de Luidolf de Bonnegau, seigneur de Zutphen, et de Mathilde de Hammerstein, et l'empereur Henri III lui donna Zutphen en 1046 après la révolte de Godefroy II, duc de Basse-Lotharingie.
Les seigneurs de Zutphen et les évêques d'Utrecht avaient un litige assez ancien à propos de la perception des dîmes de plusieurs cités. Cette opposition eut son terme définitifs par un arrangement signé en 1059. En 1063, il portera secours à Adalbert Ier, archevêque de Hambourg, qui doit soumettre certains de ses vassaux et évangéliser les Frisons. Il meurt peu de temps après.
Gottschalk et Adélaïde ont eu :
- Gebhard, comte de Twente ;
- Otton II (1050 † 1113), seigneur puis comte de Zutphen ;
- Gumbert, qui fut moine à Corvey, puis abbé d'Abdinghof.

Selon des recherches récentes de Donald Jackman, il y aurait en plus :
- Godschalk II, seigneur de Gennep ;
- Herbert, seigneur de Millen, père de Saint Norbert (1080 † 1134), fondateur de l'Ordre des Prémontrés.

## Source
- (nl) Gottschalk, 1046-1063.